# Bukovina (ort)
Bukovina är en ort i Tjeckien.   Den ligger i regionen Södra Mähren, i den östra delen av landet, 190 km sydost om huvudstaden Prag. Bukovina ligger 496 meter över havet och antalet invånare är 317.
Terrängen runt Bukovina är kuperad åt sydväst, men åt nordost är den platt.Runt Bukovina är det ganska tätbefolkat, med 129 invånare per kvadratkilometer. Närmaste större samhälle är Brno, 16,5 km sydväst om Bukovina. I omgivningarna runt Bukovina växer i huvudsak blandskog.